# جاك دينيسي كينغزبيري
جاك دينيسي كينغزبيري (بالإنجليزية: Jack Dean Kingsbury)‏ هو مدرس أمريكي، ولد في 10 نوفمبر 1934.